# Андре, Валери
Валери Андре (фр. Valérie André; 21 апреля 1922, Страсбург, Франция — 21 января 2025) — ветеран французского Сопротивления, авиатор, нейрохирург, первая женщина-военнослужащая, получившая звание генерала во Франции.

## Биография
С детства мечтала быть и врачом и пилотом. Во время Второй мировой войны участвовала в Сопротивлении. После окончания войны продолжила образование, получив диплом врача. Одновременно училась прыжкам с парашютом. Мечтала стать пилотом, но в то время это для женщины во Франции было невозможно.
Подписала контракт о прохождении воинской службы в качестве капитана медицинской службы. С 1948 года принимала участие в кампании в Индокитае. Сначала была ассистентом нейрохирурга в госпитале в Сайгоне. Однако когда начальство узнало, что Валери имеет опыт прыжков с парашютом, её направили на обучение военной хирургии. Предполагалось, что врач-десантник сможет оказать экстренную помощь раненым, которых невозможно эвакуировать из джунглей. Вскоре Валери уже выполняла свою первую боевую миссию в Южном Лаосе.
Увидев два вертолёта, купленных генералом Робером на собственные средства, решила, что вертолёт — это именно то, что нужно для спасения раненых из джунглей. Также она решила, что сама может быть пилотом-врачом. Ей удалось убедить в этом генерала, после чего она прошла курс пилотирования вертолёта во Франции.
В 1952—1953 годах в ходе кампании в Индокитае она совершила 129 боевых вылетов на вертолёте Hiller 360, став первой женщиной-пилотом вертолёта, принимавшей участие в боевых действиях. Командовала вертолётным взводом. Эвакуировала 165 раненых солдат, дважды прыгала с парашютом для оказания экстренной хирургической помощи раненым.
Вернувшись во Францию в апреле 1953 года, капитан Андре служила медиком в летно-испытательном центре в Бретиньи, участвовала в нескольких экспериментальных полетах. Кроме того, она принимала участие в создании лаборатории аэрокосмической медицины.
С 1959 по 1962 год принимала участие в кампании в Алжире, где совершила ещё 365 боевых вылетов на Alouette 2 и Sikorsky H-34, получив звание майора.
После войны служила первым хирургом на авиабазе, советником военного командования воздушного транспорта
В 1965 году ей было присвоено звание подполковника медицинской службы, а в 1970 году — полковника. Имела 3200 часов налёта.
В 1976 году Валери Андре было присвоено звание генерала медицинской службы. Она стала первой женщиной во Франции, заслужившей это звание. Возник вопрос, как к ней обращаться, так как обращение «Madame la Générale» традиционно предназначалось для жён генералов. В итоге решено было обращаться как мужчине: «Général».
С 1981 года назначена генеральным инспектором медицины. В 1987 году удостоена большого креста ордена «За заслуги». 16 декабря 1999 года президент Ширак возвел Андре в ранг кавалера большого креста ордена Почётного легиона.
Автор двух сборников мемуаров: «Ici, Ventilateur! Extraits d’un carnet de vol». (Calmann-Lévy, 1954) и «Madame le général» (Perrin, 1988).
Была замужем, муж — полковник Алексис Сантини, с которым она познакомилась во время службы в Индокитае. Племянник — французский политик Андре Сантини.
Умерла 21 января 2025 года в возрасте 102 лет.

## Награды
- Кавалер Большого креста ордена Почётного легиона (16.12.1999), до этого великий офицер с 17.09.1981
- Кавалер Большого креста ордена «За заслуги» (1987)
- Военный крест 1939—1945 (семь упоминаний в приказах)
- Военный крест иностранных театров военных действий
- Крест Воинской доблести
- Большая золотая медаль SEP (2012)
- Памятная медаль Индокитайской кампании
- Медаль Воздухоплавания
- Крест Добровольцев (1944)
- Médaille de Vermeil du service de santé.
- Grande Médaille d’or du l’Aéro-club de France

### Иностранные награды
- Орден «Легион почёта» (США),
- Национальный орден (Южный Вьетнам)
- Cross of Valour (Vietnam) (Южный Вьетнам)